# الغواصة الألمانية يو-3503
غواصة يو-3503 غواصة يو بوت ألمانية من الفئة الواحدة والعشرون بنيت لسلاح بحرية ألمانيا النازية كريغسمارينه، في أحواض إشيتشاو-فيرك في غدانسك خلال الحرب العالمية الثانية.